# Sîrotenkî, Hlobîne
Sîrotenkî (în ucraineană Сиротенки) este un sat în comuna Frunzivka din raionul Hlobîne, regiunea Poltava, Ucraina.

## Demografie
Componența lingvistică a localității Sîrotenkî
     Ucraineană (93,64%)
     Rusă (4,62%)
     Română (1,45%)
     Alte limbi (0,29%)
Conform recensământului din 2001, majoritatea populației localității Sîrotenkî era vorbitoare de ucraineană (93,64%), existând în minoritate și vorbitori de rusă (4,62%) și română (1,45%).